# 프랑켄슈타인 (만화)
프랑켄슈타인(Frankenstein, フランケンシュタイン) 은 일본의 공포 만화가 이토 준지의 만화다.

## 수록 이야기
1. 프랑켄슈타인
2. 지옥의 인형장례식
3. 리얼한 똥에 관한 추억?!
4. 작가 후기

## 출판 정보
- 한국
  - 《프랑켄슈타인》 (시공사, 1999년 9월 1일 출간) ISBN 9788952702715(8952702719)

## 같이 보기
- 이토 준지